# George McManus

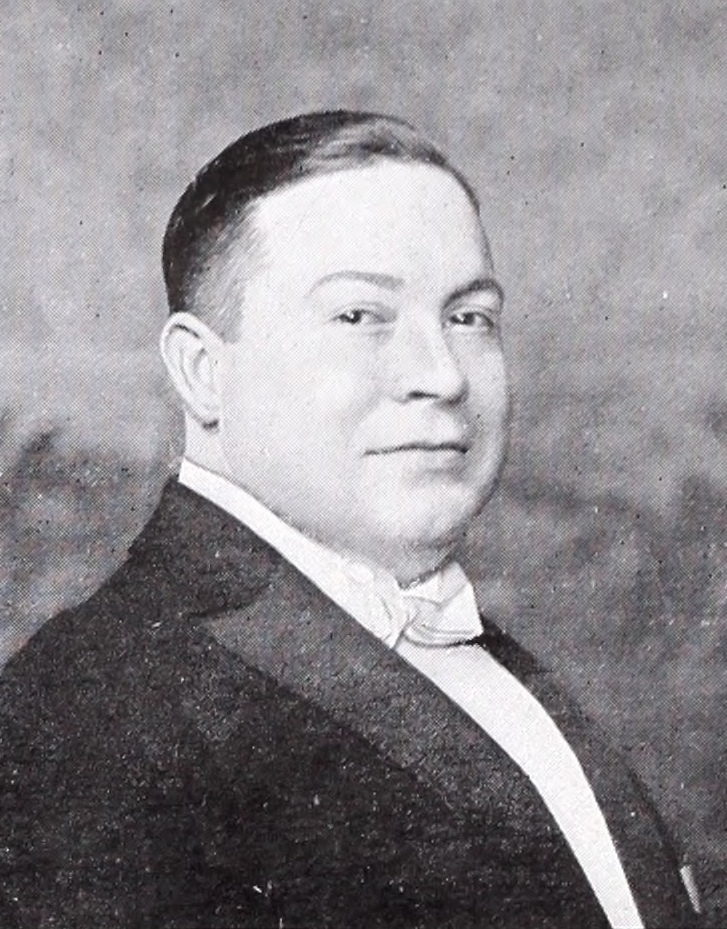
George McManus (1915)

George McManus (* 23. Januar 1884 in St. Louis, Missouri; † 22. Oktober 1954 in Santa Monica, Kalifornien) war ein US-amerikanischer Cartoonist und Comiczeichner. Bekannt wurde er durch den Comicstrip Bringing Up Father.

## Leben und Werk
McManus, Sohn irischer Einwanderer, verließ im Alter von 15 Jahren die Schule und arbeitete für die Tageszeitung Saint Louis Republic, die auch seinen ersten Comic mit dem Titel Alma and Oliver veröffentlichte. Im Jahr 1904 zog er nach New York um und war dort für die New York World tätig, für die er diverse Fortsetzungsgeschichten zeichnete. Ab 1912 zeichnete McManus für die Zeitung The New York American, die ihn abgeworben hatte. Sein größter Erfolg war der Daily strip Bringing Up Father, den er ab 1913 bis zu seinem Tode im Jahr 1954 zeichnete und dessen männliche Hauptfigur er bei einigen Realverfilmungen spielte. Dieser Comic über einen neureichen irischen Einwanderer, der zu McManus’ Lebzeiten in 27 Sprachen übersetzt wurde, brachte ihm nach eigener Aussage zwei Jahre vor seinem Tod zwölf Millionen US-Dollar ein.
1914 spielte McManus sich selbst in einem Gastauftritt im filmhistorisch bedeutsamen Kurzfilm Gertie the Dinosaur. McManus verstarb 1954 im Alter von 70 Jahren und wurde auf dem Woodlawn Cemetery in der Bronx in New York beerdigt.